# Lentinus anthocephalus
Lentinus anthocephalus är en svampart som först beskrevs av Joseph-Henri Léveillé, och fick sitt nu gällande namn av David Norman Pegler 1971. Lentinus anthocephalus ingår i släktet Lentinus och familjen Polyporaceae.   Inga underarter finns listade i Catalogue of Life.